# Калмиков Валерій Володимирович
Валерій Володимирович Калмиков (* 26 березня 1954) — український підприємець і футбольний функціонер. Президент футбольного клубу «Титан» (Армянськ). Заступник голови правління, технічний директор ЗАТ «Кримський Титан».
Інженер-хімік-технолог за фахом. Колишній директор ВАТ «Сиваський анілінофарбовий завод». Після створення у 2000 році Державної акціонерної компанії «Титан» на основі Кримського державного виробничого об'єднання «Титан» і входження туди САФЗ увійшов до складу керівництва «Титана». З 2005 року — президент футбольного клубу «Титан» (Армянськ).